# Ljevičarski terorizam
Ljevičarski terorizam ili revolucionarni/ljevičarski terorizam označava radikalne ljevičarske terorističke skupine koje su usmjerene na rušenje kapitalističke vlade s ciljem uspostave marksističko - lenjinističke ili socijalističke vlasti.
Moderni ljevičarski teroristi kao i njihovi prethodnici njihovo nasilje nazvaju "revolucionarnim". Državni terorizam može odnositi vlastiti teritorij kao i području drugih država. 

## Ideologija
Ljevičarski teroristi smatraju vlast kojoj se protive kao autoritarnu, izrabljujuću i korumpiranu, te naglašavaju idealizam i protu-imperijalizam. Njihova ideologija je pod velikim utjecajem marksističkih i drugih komunističkih i socijalističkih misli. Pod velikom je utjecajom propagande čina.

## Povijest
Moderni ljevičarski terorizam razvijen je u kontekstu političkih nemira 1968. u zapadnoj Europi. Ističe se skupina Frakcija Crvene armije (RAF), talijanske crvene brigade, francuski akcija directe (AD). Azijske skupine su primjerice Japanska crvena armija i Oslobodilački tigrovi Tamilskog Elama. U Latinskoj Americi, skupine koje su se aktivno uključila u terorizam u tijekom 1970-ih i 1980-ih bili su sandinistička fronta nacionalnog oslobođenja, peruanski Sendero Luminoso (obasjana staza), i kolumbijski pokret 19. travnja.